# ریتا مارکوتولی
ریتا مارکوتولی (ایتالیایی: Rita Marcotulli؛ زادهٔ ۱۰ مارس ۱۹۵۹) پیانیست و آهنگساز جاز ایتالیایی است. او دختر یک مهندس صدا است که با نینو روتا و انیو موریکونه و دیگران همکاری کرده‌است. او نواختن پیانو را در پنج سالگی آغاز کرد و در موسیقی کلاسیک از کنسرواتوار سانتا سیسیلیا فارغ‌التحصیل شد.مارکوتولی کار حرفه ای خود را در اوایل دهه ۱۹۸۰ آغاز کرد و اولین ضبط خود را در سال ۱۹۸۴ انجام داد. به لطف مجموعه ای از همکاری‌های معتبر، از جمله ریچارد گالیانو، چت بیکر، انریکو راوا، کنی ویلر، پیتر ارسکین و استیو گروسمن، در چند سال او خود را به عنوان یک چهره مهم در صحنه جاز معاصر معرفی کرد.در سال ۱۹۸۷ مارکوتولی در نظرسنجی منتقدان موسیقی جاز NPR نامزد جایزه بهترین استعدادهای جوان شد. در سال ۱۹۸۸ با بیلی کوبهام در ایالات متحده و اروپا تور برگزار کرد و همچنین در آلبوم «ورودی کوبهام» ظاهر شد. در سال ۱۹۶۶ او با پت متنی در جشنواره موسیقی سان رمو دوئت کرد. او همچنین رابطه موسیقی طولانی مدتی با دیوی ردمن داشته‌است.سبک مارکوتولی عمدتاً بر بداهه نوازی متکی است و تأثیرات او شامل موسیقی برزیلی، موسیقی آفریقایی و موسیقی هندی است. مارکوتولی در سال ۲۰۱۰ به عنوان آهنگساز موسیقی برای فیلم‌ها نیز فعال بود و برنده جایزه دیوید دی دوناتلو برای بهترین موسیقی شد.

## دیسکوگرافی
- زن همسایه ۱۹۹۸
- قبیله ۲۰۰۰
- کوئینه (آواز جهان، ۲۰۰۲)
- مهمانی اسلو (کانیون پونی، ۲۰۰۳)
- دوست باد ۲۰۰۵
- سمت روشن ماه (آواز جهان، ۲۰۰۶)
- در لبه یک لحظه کامل ۲۰۰۷
- زاپ کردن ۲۰۰۸
- تغییرات در موضوع ۲۰۱۱
- ساحل به ساحل بازیلیکاتا ۲۰۱۱
- گفتگو ۲۰۱۳
- پائولو و ریتا ۲۰۱۵
- تری کالا ۲۰۱۶

### همراه با جیانماریا تستا
- رعد و برق (۱۹۹۸)
- سایر عرض‌های جغرافیایی (آواز جهان ۲۰۰۳)

### همراه با مایکل بنیتا
- ترجیحات ۱۹۹۰
- روح ۱۹۹۳